# Raionul Sumî (pre-2020), Sumî
Sumî (în ucraineană Сумський район, transliterat: Sumskîi raion) este un raion în regiunea Sumî, Ucraina. Reședința sa este orașul Sumî.

## Demografie
Componența lingvistică a raionului Sumî
     Ucraineană (93,82%)
     Rusă (5,49%)
     Alte limbi (0,26%)
Conform recensământului din 2001, majoritatea populației raionului Sumî era vorbitoare de ucraineană (93,82%), existând în minoritate și vorbitori de rusă (5,49%).